# Frederik Obermaier

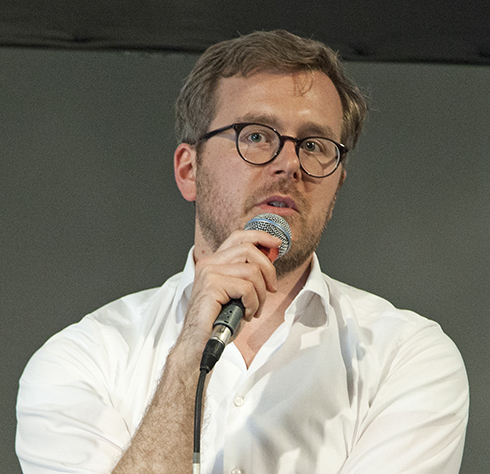
Frederik Obermaier (2019)

Frederik Obermaier (* 1984 in Eggenfelden) ist ein deutscher Journalist und Buchautor. Er ist Mitglied des International Consortium of Investigative Journalists (ICIJ). Zusammen mit dem Journalisten Bastian Obermayer initiierte er 2016 die weltweiten Panama-Papers-Enthüllungen und wurde dafür 2017 mit dem Pulitzer-Preis ausgezeichnet. Ebenfalls mit Obermayer war er 2019 an den Enthüllungen zur Ibiza-Affäre beteiligt, die zum Rücktritt der Regierung in Österreich führte. Seit 2022 ist er mit Obermayer gleichberechtigter Geschäftsführer der in München ansässigen Investigativfirma paper trail media.

## Leben und Arbeit
Obermaier wurde 1984 in Eggenfelden geboren und machte 2003 am Ruperti-Gymnasium in Mühldorf am Inn das Abitur. Er studierte an den Katholischen Universitäten Eichstätt und Bogotá Journalistik und Politikwissenschaft. Anschließend arbeitete er als Freier Journalist, bevor er ein Volontariat bei der Süddeutschen Zeitung absolvierte. Ab 2012 arbeitete er für die Süddeutsche Zeitung im Ressort Investigative Recherche, zuletzt als stellvertretender Ressortleiter.
Obermaier ist Autor des Buches Land am Abgrund – Staatszerfall und Kriegsgefahr in der Republik Jemen. 2009 berichtete er als erster deutscher Autor über den Fall der Jemenitin Nojoud Ali, die sich im Alter von zehn Jahren von ihrem 22 Jahre älteren Mann scheiden ließ.
Für die Süddeutsche Zeitung betreute Obermaier die Recherche in den Offshore-Leaks-Dateien, die im April 2013 weltweit für Schlagzeilen sorgten. Er schrieb unter anderem über die Offshore-Verwicklungen von Gunter Sachs, dem in der Folge zurückgetretenen österreichischen Banker Herbert Stepic, dem georgischen Premier Bidsina Iwanischwili und dem Sohn des DDR-Spionagechefs Markus Wolf.
Zusammen mit Hans Leyendecker und John Goetz enthüllte Obermaier im Juni 2013, dass der britische Geheimdienst GCHQ  das Unterseekabel TAT-14 angezapft hatte, das Deutschland mit Großbritannien und den USA verbindet. Das Kabel sei eines von mehr als 200 Glasfaser-Kabeln, die der britische Geheimdienst GCHQ im Rahmen des geheimen Programms Tempora anzapfe und abhöre. Dabei hat der Dienst offensichtlich direkt an Knotenpunkten des Kabels bei Kommunikationsunternehmen angesetzt und musste somit nicht von außen an das Kabel gelangen. Beim Ausspähen sollen dem britischen Abhördienst zwei Telefongesellschaften behilflich gewesen sein, Vodafone und British Telecommunications (BT).
Obermaier enthüllte zusammen mit Bastian Obermayer und Volkmar Kabisch, wie Deutschlands ältester Waffenhersteller, Sig Sauer, die deutschen Ausfuhrbehörden täuschte, um illegal Waffen nach Kolumbien zu liefern. Die Staatsanwaltschaft leitete daraufhin Ermittlungen ein, das Bundesamt für Wirtschaft und Ausfuhrkontrolle stoppte vorübergehend alle Exporte des Waffenherstellers. Er gehörte zum Team internationaler Rechercheprojekte wie den Offshore-Leaks-, Luxemburg-Leaks und Swiss-Leaks-Enthüllungen, dem Projekt Der geheime Krieg über Deutschlands Rolle im US-Drohnenkrieg sowie dem sogenannten Pegasus Project über die Überwachungssoftware Pegasus.
Im April 2022 gaben Obermaier und Obermayer die Gründung ihrer eigenen Investigativfirma paper trail media bekannt, welche eng mit dem Nachrichtenmagazin Der Spiegel, dem ZDF und dem Standard kooperiert.

## Tätigkeit als investigativer Journalist
Frederik Obermaier beschäftigt sich in seiner Arbeit vor allem mit Korruption und Steueroasen sowie mit Geheimdiensten, illegalen Waffengeschäften und Extremismus von rechtsextremen bis zu islamistischen Gruppen.

### Panama Papers
Obermaier initiierte und koordinierte zusammen mit Bastian Obermayer die sogenannten Panama-Papers-Enthüllungen. Eine anonyme Quelle, die sich John Doe nannte, hatte den Journalisten 2,6 Terabyte interner Daten des Offshore-Dienstleister Mossack Fonseca zugespielt. Obermaier und Obermayer teilten diese mit dem International Consortium of Investigative Journalists – am Ende arbeiten rund 400 Journalisten weltweit an den Recherchen. Sie zeigen nach Einschätzung der beteiligten Medien legale Strategien der Steuervermeidung, aber auch Steuer- und Geldwäschedelikte, den Bruch von UN-Sanktionen sowie andere Straftaten durch Kunden von Mossack Fonseca. Nach mehr als einem Jahr der Analyse wurden die ersten Nachrichten am 3. April 2016 veröffentlicht. Obermaier und Obermayer veröffentlichten im April 2016 auch den Bestseller „Panama Papers“ über ihre Erfahrungen mit John Doe und die folgenden weltweiten Enthüllungen. Es wurde in mehr als zehn Sprachen übersetzt. 2016 erwarb Netflix die exklusiven Filmrechte an dem Buch.

### Bahamas-Leaks
Eine unbekannte Quelle spielte Frederik Obermaier und Bastian Obermayer 38 Gigabyte an vertraulichen Unterlagen des bahamaischen Unternehmensregister zu, die am 21. September 2016 als Bahamas-Leaks veröffentlicht wurden. Die Enthüllungen deckten u. a. auf, dass Neelie Kroes, Amber Rudd, William Francis Morneau, Carlos Caballero Argáez, Manuel Domingos Vicente, Hamad ibn Dschasim ibn Dschabir Al Thani, Süchbaataryn Batbold und Georg Freiherr von Waldenfels Direktoren, Präsidenten oder Sekretäre von Briefkastenfirmen auf den Bahamas waren beziehungsweise sind.

### Paradise Papers
Nach den Panama Papers initiierte und koordinierte Frederik Obermaier zusammen mit seinem Kollegen Bastian Obermayer ein weiteres internationales Rechercheprojekt: die im November 2017 veröffentlichten Paradise Papers. Die Paradise Papers enthüllten die Offshore-Geschäfte von Konzernen wie Nike, Apple und Sixt sowie von Prominenten wie US-Handelsminister Wilbur Ross, Queen Elisabeth II., Bono und dem FC Arsenal-Besitzer Alischer Usmanow. Die Recherchen basierten auf vertraulichen Dokumenten der Finanzdienstleister Appleby und Asiaciti Trust sowie den Unternehmensregistern von 19 Steueroasen, die der Süddeutschen Zeitung von unbekannter Seite zugespielt worden waren.

### Ibiza-Affäre
Im Mai 2019 löste Frederik Obermaier mit Bastian Obermayer, Leila Al-Serori, Oliver Das Gupta und Peter Münch die sogenannte Ibiza-Affäre aus, und damit eine Staatskrise in Österreich. Das SZ-Team veröffentlichte gemeinsam mit dem Nachrichtenmagazin Der Spiegel die Recherche über ein heimlich aufgenommenes Video, das den damaligen österreichischen Vize-Kanzler Heinz-Christian Strache innerhalb von nicht einmal 24 Stunden zum Rücktritt zwang. Strache war in eine Falle getappt: Er hatte in einer Villa auf Ibiza einer vermeintlichen Nichte eines russischen Oligarchen Staatsaufträge gegen Wahlkampfunterstützung in Aussicht gestellt sowie ein offenbar illegales Parteispendensystem erläutert. Im Laufe der Ibiza-Affäre zerbrach innerhalb von wenigen Tagen die damalige österreichische Regierung von Kanzler Sebastian Kurz. Am 29. September 2019 erfolgten Neuwahlen.

### Pegasus-Projekt
Obermaier war Teil eines internationalen Rechercheteams, das 2021 eine geleakte Liste von Telefonnummern auswertete, bei denen es sich  um Ziele handelt, die von Kunden der israelischen Cyberwaffenfirma NSO Group zur Ausforschung ausgewählt worden waren.  Das Rechercheteam fand heraus, dass zu den Staaten, die Pegasus zur Überwachung verwendeten, Mexiko, Indien, Marokko, Indonesien, Saudi-Arabien, die Vereinigten Arabischen Emirate, Kasachstan, Aserbaidschan, Togo, Ruanda sowie das EU-Mitgliedsland Ungarn gehören. Unter den überwachten Telefonadressen befinden sich mehrere Nummern von Politikern in den höchsten Ämtern: Emmanuel Macron (Präsident Frankreichs), Barham Salih (Präsident des Irak), Cyril Ramaphosa (Präsident Südafrikas), König Mohammed VI. von Marokko, Ahmed Obeid bin Daghr (Premierminister des Jemen), Saad Hariri (Premierminister des Libanon), Ruhakana Rugunda (Premierminister von Uganda), Edouard Philippe (Premierminister von Frankreich), Noureddine Bedoui(Premierminister von Algerien), Charles Michel (Präsident des Europäischen Rates), Imran Khan (Premierminister von Pakistan), Mustafa Madbuli (Ministerpräsident Ägyptens), Baqytschan Saghyntajew (Premierminister von Kasachstan), Romano Prodi.

### Suisse Secrets
Nachdem eine anonyme Quelle Frederik Obermaier und seinem Kollegen Bastian Obermayer interne Daten der Schweizer Großbank Credit Suisse zugespielt hatten, initiierten die beiden Journalisten zusammen mit dem Organized Crime and Corruption Reporting Project die sogenannten Suisse-Secrets-Enthüllungen. Die Recherchen belegten, dass die Schweizer Großbank korrupte Autokraten, mutmaßliche Kriegsverbrecher sowie Menschenhändler, Drogendealer und andere Kriminelle als Kunden akzeptiert hat. Mehrere Konten wurden von den Leitern von Geheimdiensten oder ihren Verwandten geführt, darunter Personen, die eng mit der Central Intelligence Agency zusammenarbeiteten, und einige, die beschuldigt wurden, Folter und andere Menschenrechtsverletzungen beaufsichtigt zu haben.

### Cyprus Confidential
Nachdem Frederik Obermaier und seinen Kollegen und Kolleginnen bei paper trail media vertrauliche Daten mehrerer zyprischer Finanzdienstleister zugespielt worden waren, initiierten sie mit dem ICIJ eine internationale Recherche, die im November 2023 unter dem Titel „Cyprus Confidential“ weltweit veröffentlicht wurde. Sie enthüllten unter anderem, wie der ARD-Journalist, Putin-Biograph und Buchautor Hubert Seipel von einem russischen Oligarchen Hunderttausende Euro erhalten und dies verheimlicht hatte.

## Publikationen
- mit Bastian Obermayer: Panama Papers. Die Geschichte einer weltweiten Enthüllung. Kiepenheuer & Witsch, Köln 2016, ISBN 978-3-462-05002-8.
- mit Christoph Giesen, Bastian Obermayer und Philipp Grüll: Die Jagd auf das chinesische Phantom. Der gefährlichste Waffenhändler der Welt oder: Die Ohnmacht des Westens. Kiepenheuer & Witsch, Köln 2023, ISBN 978-3-462-00139-6.
- mit Bastian Obermayer und Hannes Munzinger: Schweizer Geheimnisse. Wie Banker das Geld von Steuerhinterziehern, Foltergenerälen, Diktatoren und der katholischen Kirche versteckt haben – mit Hilfe der Politik. Kiepenheuer & Witsch, Köln 2022, ISBN 978-3-462-00383-3.
- mit Tanjev Schultz: Kapuzenmänner. Der Ku-Klux-Klan in Deutschland. Dtv, München 2017, ISBN 978-3-423-26137-1.
- mit Katrin Langhans und Vivien Timmler: Gefahr im Körper. Das riskante Geschäft mit der Gesundheit. SZ-Edition, München 2018, ISBN 978-3-86497-503-5.
- mit Bastian Obermayer: Die Ibiza-Affäre. Innenansichten eines Skandals. Kiepenheuer & Witsch, Köln 2019, ISBN 978-3-462-05407-1.

## Filmografie
- 2023: Wanted - Der gefährlichste Waffenhändler der Welt (Arte/Bayerischer Rundfunk)[45]

## Auszeichnungen
- 2009: Nominierung für den Medienpreis der Kindernothilfe[46]
- 2011: CNN Journalist Award in der Kategorie Print[47]
- 2011: „Top 30 unter 30“ des Medium Magazins[48]
- 2013: Wächterpreises der deutschen Tagespresse der Stiftung „Freiheit der Presse“ in der Kategorie Volontärpreis[49]
- 2013: Helmut-Schmidt-Journalistenpreis[50]
- 2013: Journalistenpreis Informatik[51]
- 2014: Zweiter Platz European Press Prize in der Kategorie „Investigative Reporting“
- 2014: „55 Macher von Morgen“ der Zeitschrift Wirtschaftsjournalist[52]
- 2014: Nominierung Shortlist Henri-Nannen-Preis (Kategorie: „Investigation“)
- 2014: „Redaktion des Jahres“[53]
- 2014: Investigative-Reporters-and-Editors-Award[54]
- 2015: Deutscher Journalistenpreis in den Kategorien „Bank & Versicherung“ sowie „Offenes Thema“[55]
- 2016: Nominierung Shortlist Henri-Nannen-Preis (Kategorie: „Investigation“)
- 2016: Dr.-Georg-Schreiber-Medienpreis[56]
- 2016: Ernst-Schneider-Preis[57]
- 2016: Hermann-Schulze-Delitzsch-Preis[58]
- 2016: Otto-Brenner-Preis zusammen mit Bastian Obermayer[59]
- 2016: Helmut-Schmidt-Journalistenpreis[60]
- 2016: Georg von Holtzbrinck-Preis für Wirtschaftspublizistik[61]
- 2016: Deutscher Reporterpreis in der Kategorie „Beste Investigation“[62]
- 2016: „Journalist des Jahres“ zusammen mit Vanessa Wormer und Bastian Obermayer[63]
- 2017: Henri-Nannen-Preis zusammen mit Bastian Obermayer, Katrin Langhans, Vanessa Wormer, Mauritius Much und Hannes Munzinger[64]
- 2017: Pulitzerpreis in der Kategorie „Explanatory Reporting“ als Teil des Panama-Papers-Teams des ICIJ[65]
- 2017: Ernst-Schneider-Preis in der Kategorie „Innovation“ zusammen mit Bastian Obermayer, Katrin Langhans, Vanessa Wormer, Mauritius Much und Hannes Munzinger[66]
- 2018: Nieman-Fellowship an der Universität Harvard[67]
- 2018: Helmut-Schmidt-Preis: Zweiter Platz für die Paradise-Papers-Recherchen[68]
- 2019: Roy-Roward-Award des Overseas Press Club (zusammen mit dem internationalen Implant-Files-Team des ICIJ)[69]
- 2019: Scripps Howard Award (zusammen mit dem internationalen Implant-Files-Team des ICIJ)[70]
- 2019: Investigative-Reporters-and-Editors-Award (zusammen mit einem internationalen Rechercheteam von Le Monde, Foreign Policy, Radio France International sowie dem schwedischen Fernsehsender SVT)[71]
- 2019: Deutscher Reporterpreis in der Kategorie „Beste Investigation“ für Recherchen zur Ibiza-Affäre - zusammen mit  Bastian Obermayer, Leila Al-Serori, Oliver Das Gupta, Peter Münch, Martin Knobbe, Wolf Wiedmann-Schmidt, Alexandra Rojkov, Walter Mayr, Vera Deleja-Hotko, Maik Baumgärtner[72]
- 2019: Sonderpreis für Investigation bei der Wahl zum „Journalist des Jahres“  in Österreich[73]
- 2020: Nannen Preis in der Kategorie „Beste investigative Leistung“ für die Recherchen zur Ibiza-Affäre  - zusammen mit  Bastian Obermayer, Leila Al-Serori, Oliver Das Gupta, Peter Münch, Martin Knobbe, Wolf Wiedmann-Schmidt, Alexandra Rojkov, Walter Mayr, Vera Deleja-Hotko, Maik Baumgärtner[74]
- 2021: Deutscher Reporter:innenpreis in der Kategorie „Investigation“ für die Recherche zum Pegasus-Projekt
- 2022: IJ4EU Impact Award für die Pegasus-Projekt-Recherchen[75]
- 2023: IJ4EU Impact Award für die Xinjiang-Police-Files-Recherchen[76]
- 2023: Deutscher Journalistenpreis für die Vulkan-Files-Recherchen[77]
- 2024: Rainer-Reichert-Preis für die Cyprus-Confidential-Recherchen[78]
- 2024: Otto-Brenner-Preis für die Gaza-Project-Recherchen[79]
- 2024: IJ4EU Impact Award für die Storykillers-Recherchen